# Jan (biskup gnieźnieński 1404–1411)
Jan (ur. ?, zm. 1411) – polski duchowny rzymskokatolicki, biskup pomocniczy gnieźnieński od najpóźniej 1404 do zapewne 1411.

## Życiorys
Co najmniej od 1404 był biskupem pomocniczym archidiecezji gnieźnieńskiej oraz biskupem in partibus infidelium lidoryceńskim. Jednak mógł to stanowisko zajmować już w 1402. Brak informacji kiedy i od kogo przyjął sakrę biskupią.